# Liste der Kulturdenkmale in Winnenden

Wappen von Winnenden

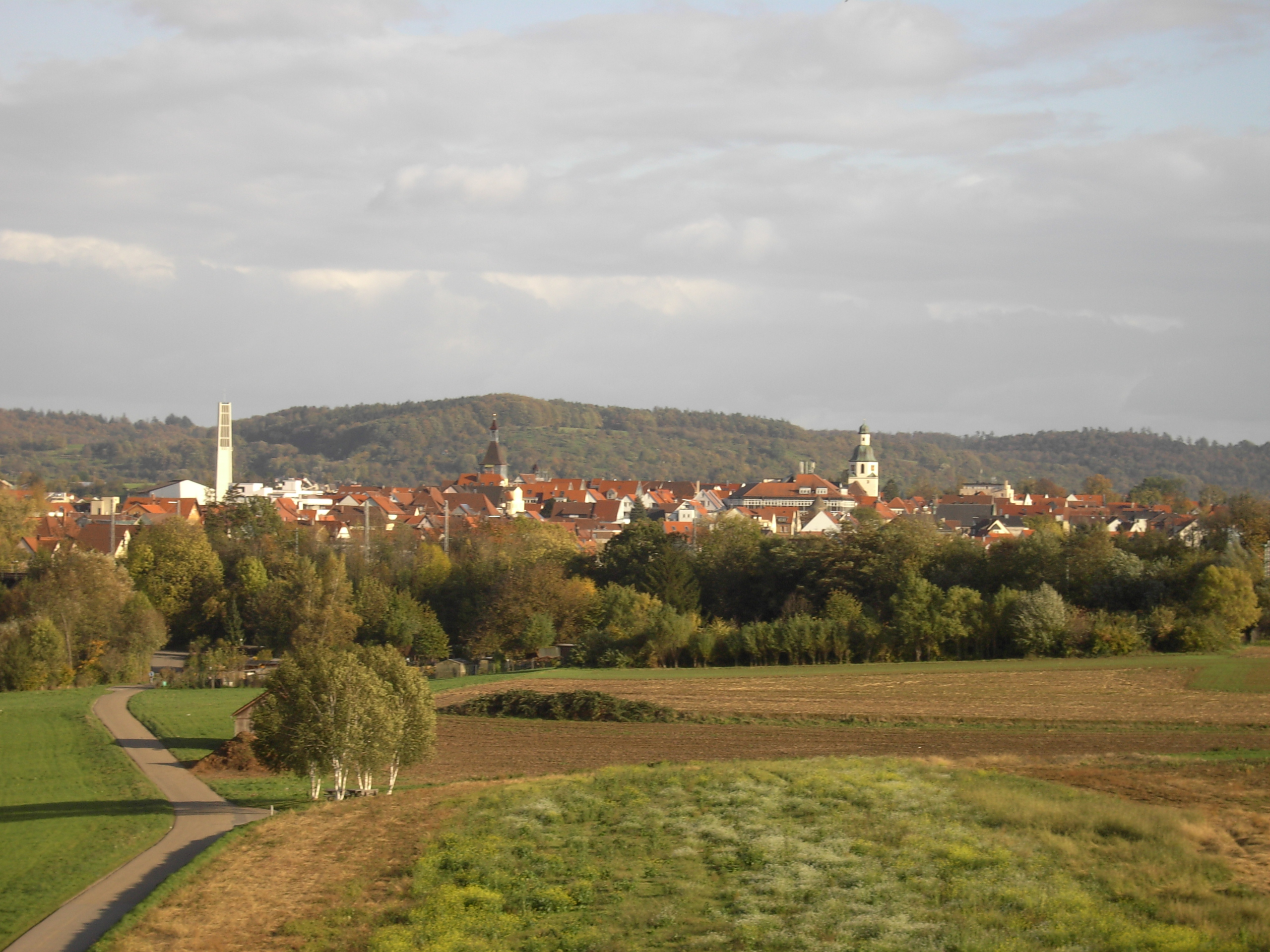
Blick von der Zipfelbachtalbrücke nach Winnenden

In der Liste der Kulturdenkmale in Winnenden sind Bau- und Kunstdenkmale der Stadt Winnenden verzeichnet. Die Übersicht enthält Kulturdenkmale von besonderer Bedeutung gemäß § 12 Denkmalschutzgesetz,
die im Denkmalbuch eingetragen sind.
Die Liste wurde nach dem Flächennutzungsplan GVV Winnenden und Gemeinde Berglen – Erläuterungsbericht erstellt.
Stand dieser Liste ist der 29. Juni 2005 / 2. November 2005.
Diese Liste ist nicht rechtsverbindlich. Eine rechtsverbindliche Auskunft ist lediglich auf Anfrage bei der Denkmalschutzbehörde der Stadt Winnenden erhältlich.

## Allgemein
- Bild: Zeigt ein ausgewähltes Bild aus Commons, „Weitere Bilder“ verweist auf die Bilder im Medienarchiv Wikimedia Commons.
- Bezeichnung: Nennt den Namen, die Bezeichnung oder die Art des Kulturdenkmals.
- Lage: Straßenname und Hausnummer oder Flurstücknummer des Kulturdenkmals, gegebenenfalls auch den Ortsteil. Die Grundsortierung der Liste erfolgt nach dieser Adresse. Der Link (Karte) führt zu verschiedenen Kartendiensten mit der Position des Kulturdenkmals. Fehlt dieser Link, wurden die Koordinaten noch nicht eingetragen. Sind diese bekannt, können sie über ein Tool mit einer Kartenansicht einfach nachgetragen werden. In dieser Kartenansicht sind Kulturdenkmale ohne Koordinaten mit einem roten bzw. orangen Marker dargestellt und können durch Verschieben auf die richtige Position in der Karte mit Koordinaten versehen werden. Kulturdenkmale ohne Bild sind an einem blauen bzw. roten Marker erkennbar.
- Datierung: Baubeginn, Fertigstellung, Datum der Erstnennung oder grobe zeitliche Einordnung entsprechend des Eintrags in der zuständigen Denkmaldatenbank (Landesamt für Denkmalpflege Baden-Württemberg).
- Beschreibung: Kurzcharakteristik des Kulturdenkmals.

## Kulturdenkmale in Winnenden
| Bild           | Bezeichnung | Lage                                                                                                 | Datierung | Beschreibung | ID |
| -------------- | --- | --- | --------- | --- | -- |
| Weitere Bilder | Stadtmauer mit Wehrgang                                                                                         | Winnenden, Brunnenstraße 38–42                                                                       |           | Geschützt nach § 12 DSchG |    |
| Weitere Bilder | Evangelische Stadtkirche                                                                                        | Winnenden, Kirchstraße 5 (Karte)                                                                     |           | Geschützt nach § 12 DSchG |    |
| Weitere Bilder | Altes Rathaus                                                                                                   | Winnenden, Marktstraße 47 (Karte)                                                                    | 1699/1701 | Zentral im Ort gelegenes Rathaus mit Glockenturm (1699/1701) in umgebender hist. Bebauung (mehrheitlich des 18. Jh.) entlang der Marktstraße […] Geschützt nach § 12 DSchG |    |
| Weitere Bilder | Schwaikheimer Torturm Stadtmauerrest                                                                            | Winnenden, Marktstraße 20/1 (Karte)                                                                  |           | […] sowie Reste der Stadtbefestigung und Schwaikheimer Torturm (mittelalterlicher Kern, Änderungen 1619 und 1708). Geschützt nach § 12 DSchG |    |
|                | Sog. Baumannsches Haus                                                                                          | Winnenden, Marktstraße 42 (Karte)                                                                    |           | Geschützt nach § 12 DSchG |    |
| Weitere Bilder | Marktbrunnen | Winnenden, Marktbrunnen                                                                              |           | Geschützt nach § 12 DSchG |    |
|                | ehemalige Deutschordenskommende mit Vorgängerbau(ten) und Schlosskirche St. Jakobus d. Ä. mit Vorgängerbau(ten) | Winnenden, Bereich Schlosskirche, Psychiatrisches Landeskrankenhaus, Lange Gasse 39, 50, Flstnr. 449 |           | Bei der 1288 an den Deutschen Orden gekommenen Pfarrkirche wird im Laufe des 14. Jh. ein Ordenshaus errichtet, welches nach der Gadner’schen Karte von 1593 aus dem von einer Ringmauer umgebenen Schloss mit Wirtschaftsgebäuden bestand. Geschützt nach § 2 DSchG                    |    |
| Weitere Bilder | Evangelische Schlosskirche                                                                                      | Winnenden, Schlossstraße 39 (Karte)                                                                  |           | Südlich unterhalb der Altstadt gelegenes ehem. Schloss Winnental des Deutschen Ordens (mittelalterlich mit Umbauten des 17. und 20. Jh.) mit ev. Schlosskirche (dreischiffige Basilika mit romanischen Resten, 1. Hälfte des 14. Jh.) sowie Parkanlage. Geschützt nach § 12 DSchG      |    |
| Weitere Bilder | Psychiatrisches Landeskrankenhaus                                                                               | Winnenden, Schlossstraße 50 (Karte)                                                                  |           | Südlich unterhalb der Altstadt gelegenes ehem. Schloss Winnental des Deutschen Ordens (mittelalterlich mit Umbauten des 17. und 20. Jh.) mit ev. Schlosskirche (dreischiffige Basilika mit romanischen Resten, 1. Hälfte des 14. Jh.) sowie Parkanlage. Geschützt nach § 12 DSchG      |    |
|                | Monumentalbrunnen                                                                                               | Winnenden, Schlossstraße 50 (beim Gebäude im Hof) (Karte)                                            |           | Geschützt nach § 12 DSchG |    |
| Weitere Bilder | Diebsturm | Winnenden, Wagnerstraße 18 (Karte)                                                                   |           | Befestigungsturm mit Verlies in der südwestlichen Ecke der Stadtbefestigung. Geschützt nach § 12 DSchG |    |
| Weitere Bilder | ev. Pfarrkirche                                                                                                 | Winnenden-Birkmannsweiler, Kirchweg 16 (Karte)                                                       |           | Nördlich des historischen Ortskernes unweit des Buchenbaches gelegene ev. Pfarrkirche (spätgotisches Schiff, 1697 nach Westen verlängert, 1851 erhöht, Chorturm von 1870). Geschützt nach § 2 DSchG                                                                                    |    |
|                | abgegangener Buchenbachhof                                                                                      | Winnenden-Birkmannsweiler, Flur Baurenwiesen, Seehalde, Flstnr. 1–6 (Karte)                          |           | Am Talaustritt eines Bacheinlaufs zum Buchenbach liegt das Forsthaus als Siedlungsrest einer nach Kiesers Forstkartenwerk von 1685 mit Schloss und Kapelle, Wirtschaftsgebäuden, Umwehrung und Stausee umfangreichen Hofgruppe (1442 erstmals nachgewiesen). Geschützt nach § 2 DSchG  |    |
|                | Wengerterschützenhäuschen                                                                                       | Winnenden-Breuningsweiler, Südhang des Haselsteins, Flst. Nr. 5701                                   |           | Geschützt nach § 12 DSchG |    |
|                | Sog. Bürgerturm                                                                                                 | Winnenden-Bürg, Neuffenstraße 20                                                                     |           | Am südwestlichen Ortsrand, an einer Hangkante in landschaftsprägender Lage stehender sog. Bürgerturm, ein Eckturm der ehem. Burg Altwinnenden, zylindrisch mit Buckelquadermauerwerk um 1220/30, im 18. Jh. erhöht und mit Kegeldach versehen. Geschützt nach § 12 DSchG               |    |
|                | abgegangene Burg Alt-Winnenden mit abgegangener Kapelle St. Katharina                                           | Winnenden-Bürg, Ortsbereich (Karte)                                                                  |           | Die auf einem Spornausläufer der Berglen errichtete Höhenburg, an deren bauliche Rest der erhaltene Bergfried erinnert, dürfte vor 1180 errichtet worden sein und nahm innerhalb des ehemals befestigten Schlosshofes die 1355 erstmals erwähnte Kapelle auf. Geschützt nach § 2 DSchG |    |
|                | Kelter | Winnenden-Hanweiler, Trombach 1                                                                      |           | Nordwestlich außerhalb des Ortes in erhöhter Lage inmitten der Weinberge gelegene Kelter (bez. 1562 und 1738). Geschützt nach § 2 DSchG |    |
| Weitere Bilder | Evangelische Pfarrkirche                                                                                        | Winnenden-Hertmannsweiler, Im Biegel 10 (Karte)                                                      |           | Es handelt sich bei der ev. Pfarrkirche um die Bartholomäuskirche. Sie gehört der Evangelischen Landeskirche Württemberg an. Erbaut wurde die Kirche im Jahr 1739. Geschützt nach § 12 DSchG                                                                                           |    |
|                | ehemalige Rotebühlkelter                                                                                        | Winnenden-Hertmannsweiler, Flstnr. 1508                                                              |           | Nördlich außerhalb von Hertmannsweiler in Solitärlage stehende ehemalige Rotebühlkelter (bez. 1599, 1910 erneuert). Geschützt nach § 2 DSchG |    |